# مائورو زاراته
مائورو ماتیاس زاراته ریخا (اسپانیایی: Mauro Matías Zárate Riga‎؛ زادهٔ ۱۸ مارس ۱۹۸۷) بازیکن سابق فوتبال اهل آرژانتین است که در پست هافبک هجومی بازی می‌کرد.
از باشگاه‌هایی که در آن بازی کرده‌است می‌توان به ولز سارسفیلد، السد، بیرمنگام سیتی، لاتزیو، اینتر میلان، وستهام یونایتد، کویینز پارک رنجرز، فیورنتینا، واتفورد، النصر و بوکا جونیورز اشاره کرد.